# Cervejaria Ritter
Die Companhia Cervejaria Ritter, später Cervejaria C. Ritter & Irmão, war eine brasilianische Brauerei. Sie wurde 1870 in Pelotas durch den Deutschbrasilianer Karl Ritter (Carlos Ritter, 1853–1926) und seinen Bruder Friedrich (Frederico Ritter), Söhne deutscher Einwanderer aus dem Hunsrück, gegründet. Ihr Vater, Georg Heinrich Ritter, hatte bereits 1868 eine Kleinstbrauerei in der Provinz São Pedro do Rio Grande do Sul gegründet, die Cervejaria Ritter war die erste Großbrauerei im späteren brasilianischen Bundesstaat Rio Grande do Sul und exportierte auch in andere brasilianische Provinzen und Staaten.

## Geschichte
Das Firmengelände umfasste anfangs 3054 m². Die Brauerei führte als erste Firma Elektrizität in Pelotas ein. „1898 wurde die Brauerei A. Klingers in Rio Grande von Carlos Ritter & Irmao übernommen, welche später mit den pelotenser Brauereien Haertel und Anselmi zur Cervejaria Sul fusionierte.“ Ende des 19. Jahrhunderts war das Konsortium eine der größten Brauereien in Brasilien mit einer Produktion von 4,5 Millionen Flaschen pro Jahr mit 80 Mitarbeitern, 1911 bereits von 6 Millionen mit 250 Mitarbeitern und 1922 von 16 Millionen Flaschen. Dank des Importes deutscher Brautechnik gewann das Unternehmen internationale Auszeichnungen für die Qualität des Bieres, so auf der International Exposition St. Louis 1904 in Missouri. Bereits 1881 hatte die Brauerei auf der Ersten Deutsch-Brasilianischen Messe in Porto Alegre die Provinz Rio Grande do Sul mit ihren Biersorten als erste einheimische Produkte deutscher Einwanderer vertreten.
Die Brauerei befand sich zunächst in der Rua Tiradentes, am Ufer des Kanals von Santa Bárbara. 1876 wurde sie in die Rua Marechal Floriano, gegenüber der Praça do Pavão verlagert. Ihre Keller sind die eindrucksvollsten unterirdischen Lagerstätten von Pelotas und heute noch erhalten. Sie befinden sich zwischen Santa Casa und Camelódromo.
Der Brauereistandort wurde 1940 von der Brahma-Brauerei übernommen. Die Produktion der Marke „Cervejaria Ritter Bier“ wurde zugunsten der Marke Brahma aufgegeben, die aber weiterhin von der importierten Brautechnik profitierte und bis heute zu den größten brasilianischen Biermarken gehört.
1970 benannte die Stadt Pelotas ihr Museu Carlos Ritter nach dem für die Wirtschaftsentwicklung der Stadt bedeutenden Brauereigründer.

## Biersorten
Die Brauerei produzierte Bier und andere Produkte:
- Cerveja Pilsen
- Cerveja Pelotense
- Cerveja Riograndense
- Cerveja Ritter Brau
- Cerveja Royal
- Cerveja Maerzen (Märzenbier)
- Cerveja Americana
- Gasosa Espumantina (Fassbrause)
- Guaraná Ritter